# Área metropolitana de Bloomington
El área metropolitana de Bloomington o Área Estadística Metropolitana de Bloomington, IN MSA como la denomina oficialmente la Oficina de Administración y Presupuesto, es un Área Estadística Metropolitana centrada en la ciudad de homónima, en el estado estadounidense de Indiana. El área metropolitana tiene una población de 192.714 habitantes según el Censo de 2010, convirtiéndola en la 218.º área metropolitana más poblada de los Estados Unidos.

## Composición
Los 3 condados del área metropolitana, junto con su población según los resultados del censo 2010:
- Greene – 33.165 habitantes
- Monroe – 137.974 habitantes
- Owen – 21.575 habitantes

## Principales comunidades del área metropolitana
Ciudad principal 
- Bloomington

Otras comunidades con más de 25.000 habitantes
- West Bloomington

Comunidades con más de 5.000 habitantes
- Ellettsville
- Linton

Comunidades con 1.000 a 5.000 habitantes
- Bloomfield
- Jasonville
- Spencer
- Worthington

Comunidades con menos de 1.000 habitantes
- Gosport
- Lyons
- Newberry
- Stinesville
- Switz City

Comunidades designadas como lugares no incorporados
| - Adel - Alaska - Antioch - Arlington - Arney - Atkinsonville - Beehunter - Braysville - Broadview - Bushrod - Calvertville - Carp - Cascade - Cataract - Chapel Hill - Cincinnati - Clear Creek - Coal City - Cuba - Cunot - Daggett - Denmark - Devore - Doans - Dolan | - Ellis - Elliston - Elwren - Farmers - Fleener - Forest Park Heights - Freedom - Freeman - Furnace - Garden Acres - Gilmour - Handy - Harrodsburg - Hashtown - Hendricksville - Hindustan - Hobbieville - Hoosier - Hubbell - Ilene - Island City - Johnstown - Jordan - Kirby - Kirksville | - Knight Ridge - Koleen - Lancaster Park - Leonard Springs - Lewisville - Lone Tree - Marco - Marlin Hills - McVille - Midland Junction - Midland - Mineral City - Modesto - Mount Tabor - New Hope - New Unionville - Newark - Owensburg - Park - Patricksburg - Plummer - Point Commerce - Pottersville - Quincy - Ridgeport | - Rincon - Romona - Sanders - Scotland - Silex - Smithville - Smithville - Solsberry - Southport - Stanford - Summit - Sunny Slopes - Tulip - Unionville - Van Buren Park - Vandalia - Vicksburg - Victor - Victoria - Vilas - Wallace Junction - West Brook Downs - Whitehall - Woodville Hills - Yellowstone |